# Limbă moartă
Limbă moartă sau limbă dispărută este o limbă care nu mai are vorbitori nativi sau ne-nativi, respectiv este o limbă care nu mai este vorbită de nimeni ca limbă maternă. În mod normal, transformarea într-o limba dispărută are loc când limba "moare" în timpul înlocuirii de către o alta, sau, când vorbitorii acestei limbi se împuținează progresiv din diferite motive. Spre exemplu, limba coptă, care a fost înlocuită de limba arabă, respectiv cazurile multor limbi native americane, care au fost înlocuite de limbile colonizatorilor europeni, engleză, franceză, spaniolă sau portugheză.
Dispariția unei limbi are loc și când o limba evoluează rapid sau asimilează structuri și vocabular până când dă naștere unei noi limbi, o "limbă-urmaș'. Printre cazuri de acest tip se pot enumera cazul limbii dace, din a cărei fuziune cu latina a rezultat proto-româna sau cazul englezei vechi care este strămoașa englezei moderne.
În unele cazuri, o limbă dispărută este folosită pentru funcții științifice, legale, sau bisericești. Astfel, limba latină a fost limba științifică a unei lungi perioade a Evului Mediu european, rămânând activ Limba slavonă, Avestana, copta, tibetana veche și gî'îz sunt printre multe alte limbi dispărute folosite ca limbi sacre.
O limbă care are vorbitori nativi astăzi se numește limbă modernă. Din punct de vedere etimologic există 6.912 de limbi în viată.
Limba ebraică este un exemplu de limba dispărută cândva, care a devenit o limba liturgică și a fost apoi reînviată. Există și alte încercări de reînviere a limbilor. De exemplu, școlarii tineri din satul Mathoor (India) folosesc limba sanscrită ca și limbă reînviată. În general, succesul acestor încercări este un subiect controversat, deoarece nu este sigur că aceste limbi vor deveni materne pentru un colectiv de vorbitori suficient de mare.